# Milesia trilobata
Milesia trilobata är en tvåvingeart som beskrevs av Heikki Hippa 1990. Milesia trilobata ingår i släktet Milesia och familjen blomflugor. Inga underarter finns listade i Catalogue of Life.